# Rio Jaú
O rio Jaú é um curso de água, afluente do rio Tietê, no estado de São Paulo, Brasil. Nasce no município de Torrinha e atravessa os municípios de Dois Córregos e Jaú, desaguando no rio Tietê, próximo a Itapuí. O trajeto tem mais ou menos 60 quilômetros.
O rio recebeu esse nome devido à grande quantidade de peixes Jaú encontrados pelos bandeirantes quando cruzaram o rio.
Outro rio Jaú também é encontrando na zona norte brasileira, dentro da reserva do Parque Nacional do Jaú, com cerca de 450km de extensão.